# Pseudadimonia
Pseudadimonia là một chi bọ cánh cứng trong họ Chrysomelidae.
Chi này được miêu tả khoa học năm 1891 bởi Duvivier.

## Các loài
Các loài trong chi này gồm:
- Pseudadimonia debris (Maulik, 1936)
- Pseudadimonia dilatata Jiang, 1991
- Pseudadimonia femoralis Jiang, 1991
- Pseudadimonia hirtipes Jiang, 1991
- Pseudadimonia holzschuhi Mandl, 1986
- Pseudadimonia medvedevi Samoderzhenkov, 1988
- Pseudadimonia microphthalma (Achard, 1922)
- Pseudadimonia parafemoralis Jiang, 1991
- Pseudadimonia pararugosa Jiang, 1991
- Pseudadimonia punctipennis Jiang, 1991
- Pseudadimonia rugosa (Laboissiere, 1927)
- Pseudadimonia variolosa (Hope, 1831)
- Pseudadimonia vietnamica Samoderzhenkov, 1988